# Sacca Fisola
Sacca Fisola je umjetni otok u Venecijanskoj laguni, koji leži sjeverno od Giudecce u Veneciji. Otok je stambena zona, povezan s južnom Giudeccom velikim drvenim mostom.

## Karakteristike
Sacca Fisola je otok od 18 hektara, izgrađen 1970.-ih da se dobije prostor za izgradnju stanova. U kolovozu 2009. na otoku je stanovalo 1480 ljudi.
Sacca Fisola zajedno sa susjednom Giudeccom je dio venecijanskog gradskog kvarta (sestiere) Dorsoduro. 
U sklopu naselja podignuta je crkva San Gerardo od armiranog betona, bez nekih posebnih ukrasa.
Naselja ima i sportski centar, s terenima za tenis, nogomet i bazenom, koji je vrlo posjećen, jer je jedini javni bazen u Veneciji.
Zapadno od Sacce Fisole nalazi se Sacca San Biagio, venecijansko odlagalište smeća.

## Vanjske poveznice
- Perdersi a Venezia, Itinerario 2: Sacca Fisola / Zitelle (Giudecca)  Arhivirana inačica izvorne stranice od 27. prosinca 2010. (Wayback Machine) (tal.)